# Una canción para Simeón

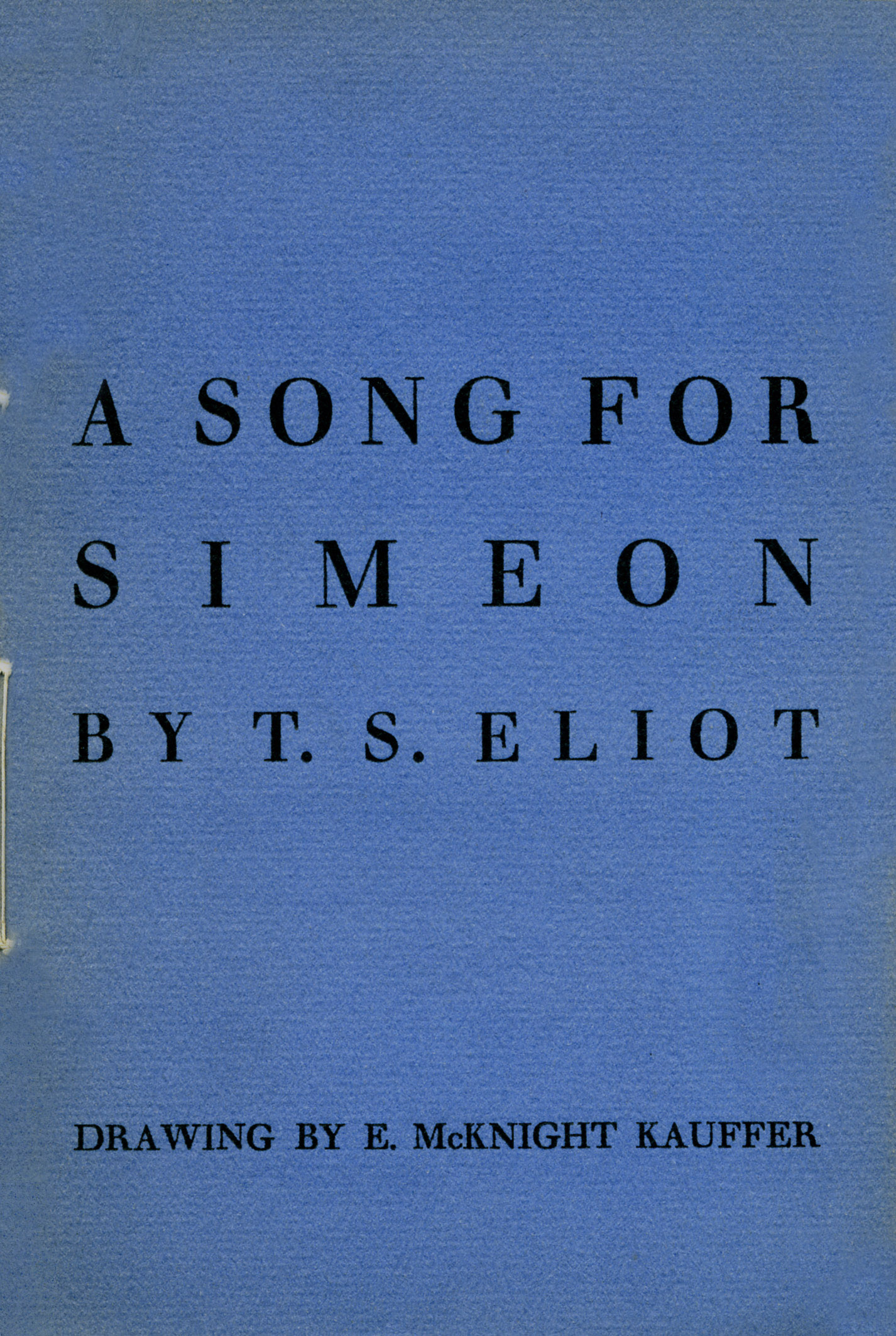
Una canción para Simeón

"Una canción para Simeón" es un poema de 37 versos escrito en 1928 por el poeta inglés-estadounidense T. S. Eliot (1888-1965). Es uno de los cinco poemas con los que Eliot contribuyó a la serie Ariel Poems, compuesta por 38 folletos de varios autores y publicada por Faber and Gwyer. "Una canción para Simeón" fue el decimosexto de la serie e incluía una ilustración del artista de vanguardia Edward McKnight Kauffer. Los poemas, incluido "Una canción para Simeón", se publicaron posteriormente en las ediciones de 1936 y 1963 de los poemas recopilados de Eliot.
En 1927, Eliot se había convertido al anglocatolicismo y su poesía, a partir de los Poemas de Ariel (1927-31) y Miércoles de Ceniza (1930), adquirió un carácter decididamente religioso "Una canción para Simeón" es considerada por muchos críticos y estudiosos como una discusión de la experiencia de conversión. En el poema, Eliot vuelve a contar la historia de Simeón del segundo capítulo del Evangelio de Lucas, un judío justo y devoto que se encuentra con María, José y el niño Jesús al entrar en el Templo de Jerusalén. Prometido por el Espíritu Santo que no moriría hasta haber visto al Salvador, Simeón ve en el niño Jesús al Mesías prometido por el Señor y pide a Dios que le permita "partir en paz" (Lucas 2:25-35).
La narración del poema se hace eco del texto del Nunc dimittis, una oración litúrgica de Completas del pasaje evangélico. Eliot introduce alusiones literarias a escritores anteriores como Lancelot Andrewes, Dante Alighieri y San Juan de la Cruz. Los críticos han debatido si la representación que hace Eliot de Simeón es una representación negativa de una figura judía y una prueba de antisemitismo por parte de Eliot.